# Aeropuerto de Haeju
El Aeropuerto de Haeju es un aeropuerto ubicado en Haeju, Corea del Norte. El Aeropuerto de Haeju está gestionado por el Ejército Popular de Corea. El aeropuerto es utilizado principalmente para vuelos militares aunque también cuenta con un número limitado de vuelos civiles. Este aeropuerto es muy conocido por las personalidades de inteligencia de Corea del Sur, porque antiguamente, los agentes de inteligencia de Corea del Norte, lo utilizaban como punto de tránsito.

## Aerolíneas y destinos
- Air Koryo (Pionyang, Chongjin, Wonsan)